# Piquebœuf à bec rouge
Buphagus erythrorhynchus
Espèce
Répartition géographique
Statut de conservation UICN

 LC  : Préoccupation mineure
Le Piquebœuf à bec rouge (Buphagus erythrorhynchus) est une espèce d'oiseaux de la famille des buphagidés.
Comme le Piquebœuf à bec jaune de la même famille, il s'agit d'un oiseau agissant selon un mode mixte mutualiste principalement mais également parasite.

## Description

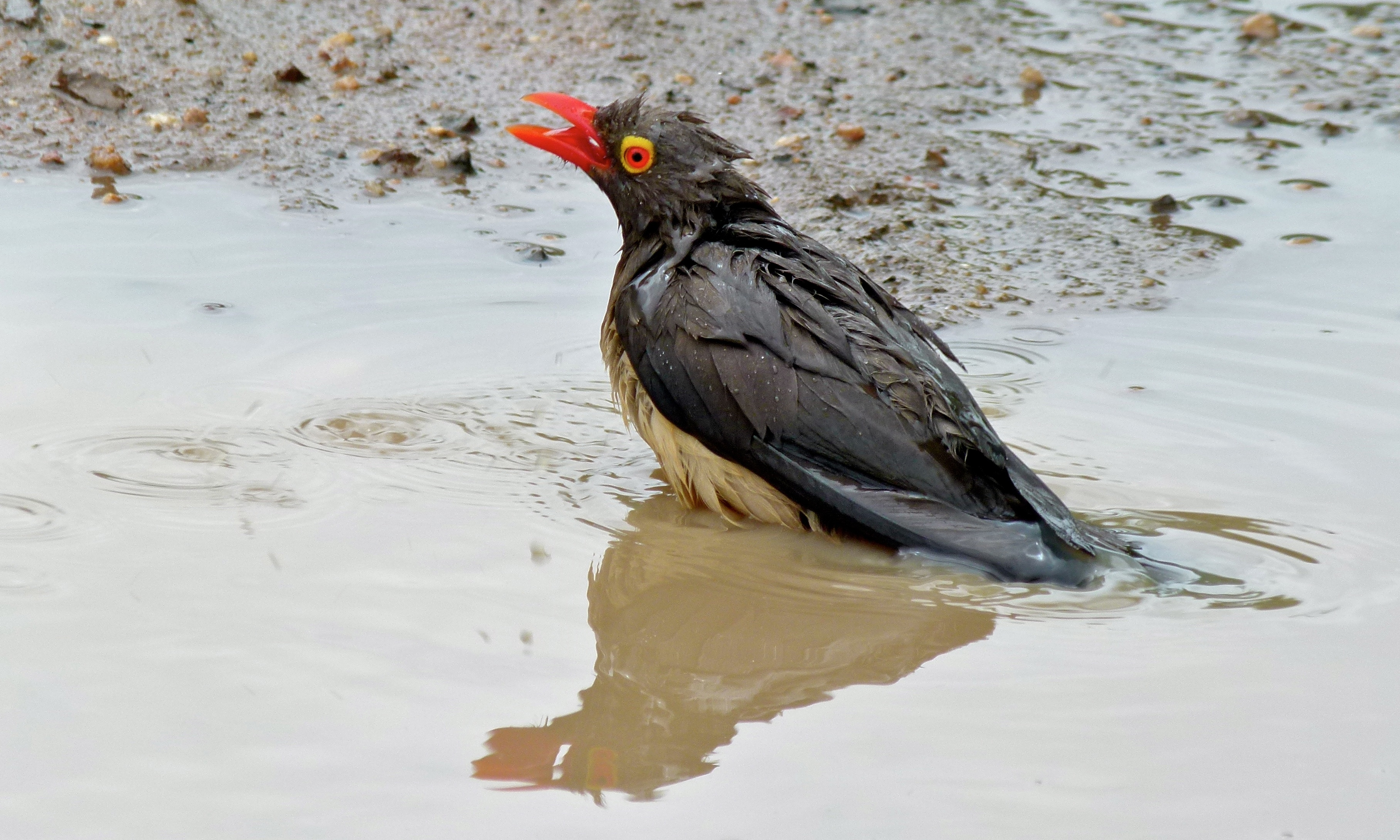
Baignade d'un Piquebœuf à bec rouge.

Cet oiseau d'environ 20 cm de long est muni de pattes fortes dotées de griffes lui permettant de s’agripper au cuir des mammifères sauvages ou domestiques pendant qu'il les débarrasse de leurs parasites externes.

### Habitat
Ce pique-bœuf loge dans des cavités d'arbre.
Il habite les savanes subsahariennes de l'Afrique de l'Est : Afrique du Sud, Angola, Malawi, Mozambique, Ouganda, Soudan, Tanzanie...

### Comportement
Il se nourrit principalement d'insectes, de larves et de sang, soit par le biais de tiques, une centaine par jour (comportement mutualiste), soit directement dans les plaies des mammifères (parasitisme) où son action est plus sujette à caution car gardant les plaies ouvertes et pouvant faciliter infections et parasites.
Les mammifères travaillant en symbiose avec lui sont en général des bovidés : gazelles (impala), buffles et gnous, girafes… 
A contrario, l'éléphant, lui, ne tolère pas sa présence.

## Galerie

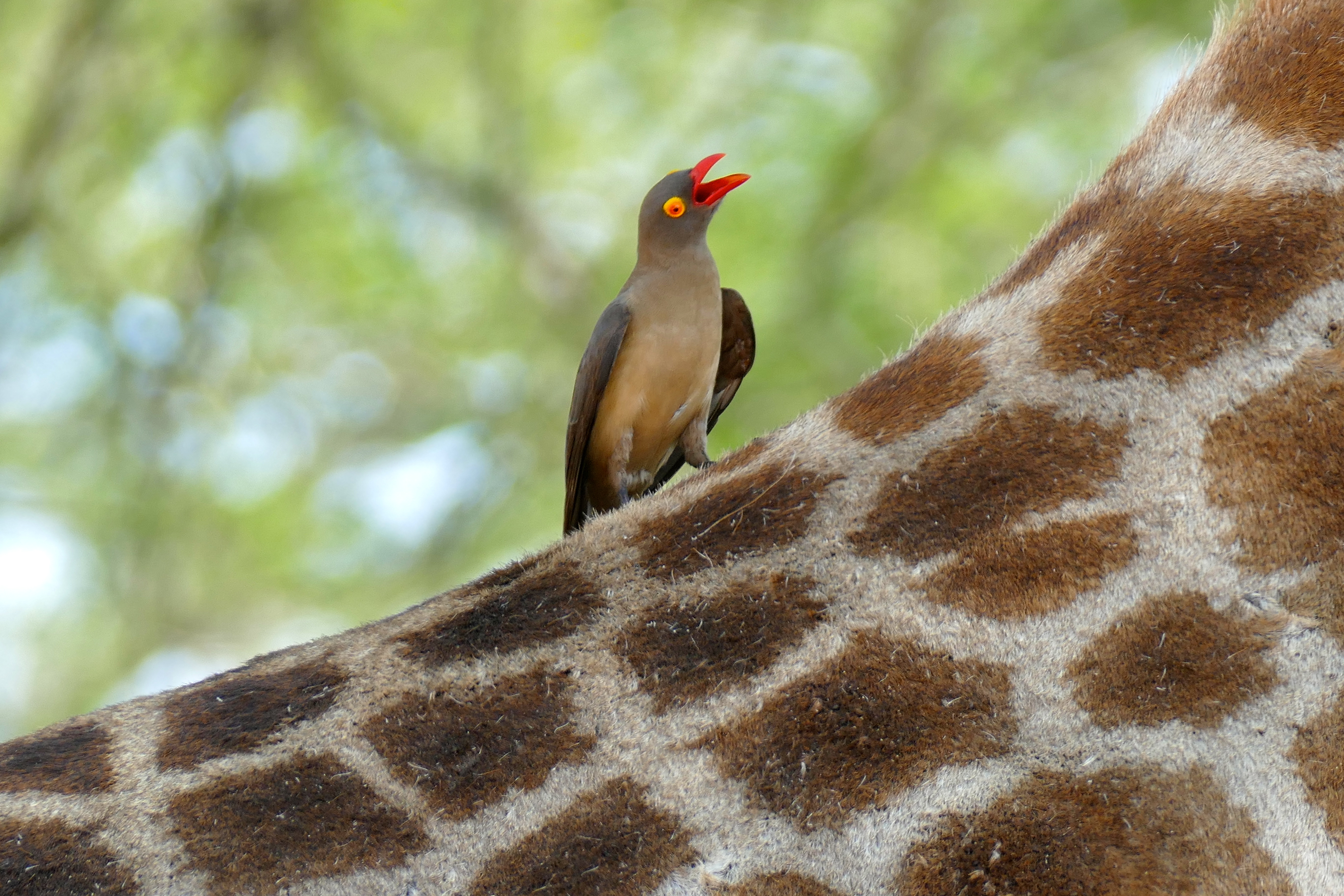
Sur le dos d'une girafe
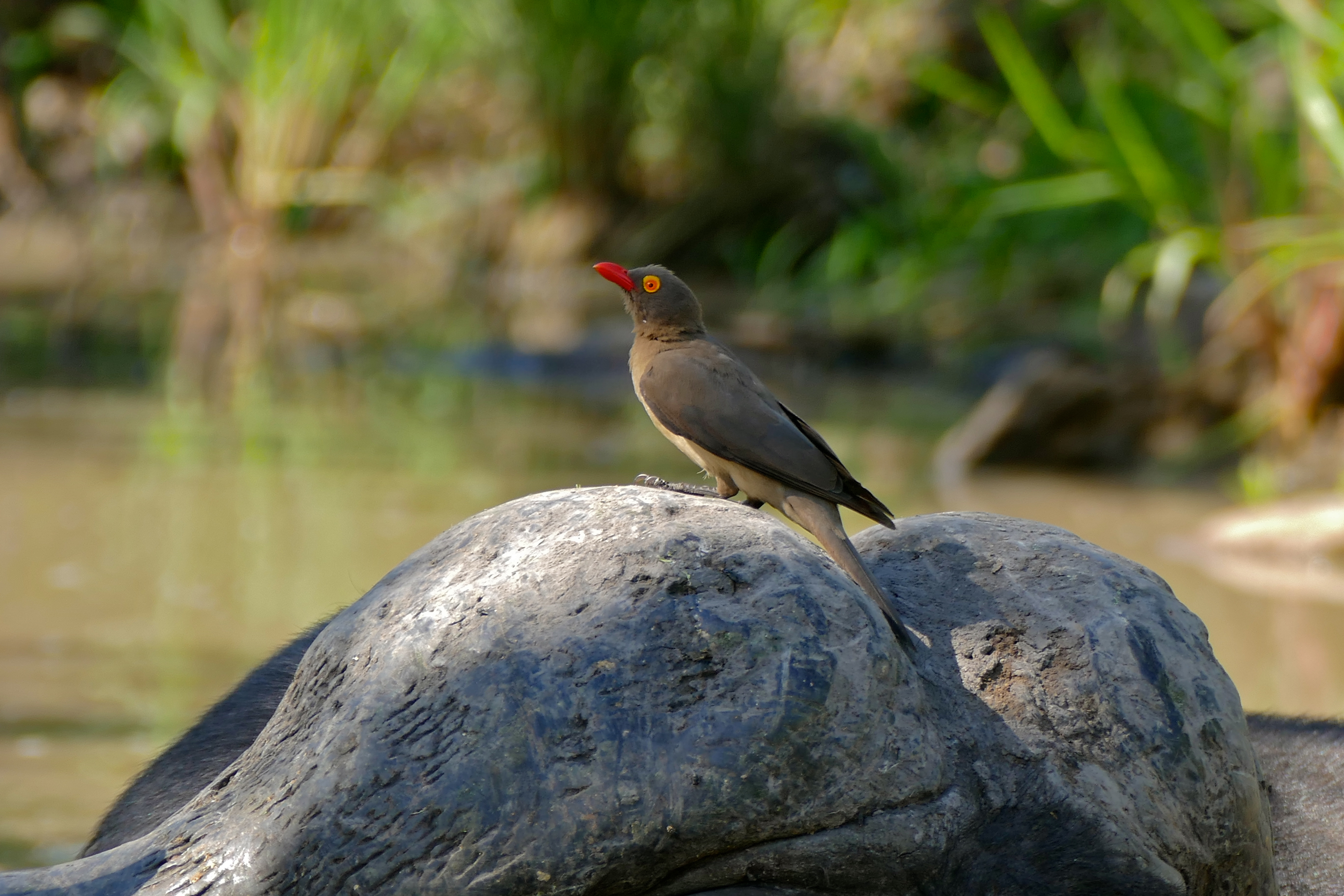
Sur un buffle
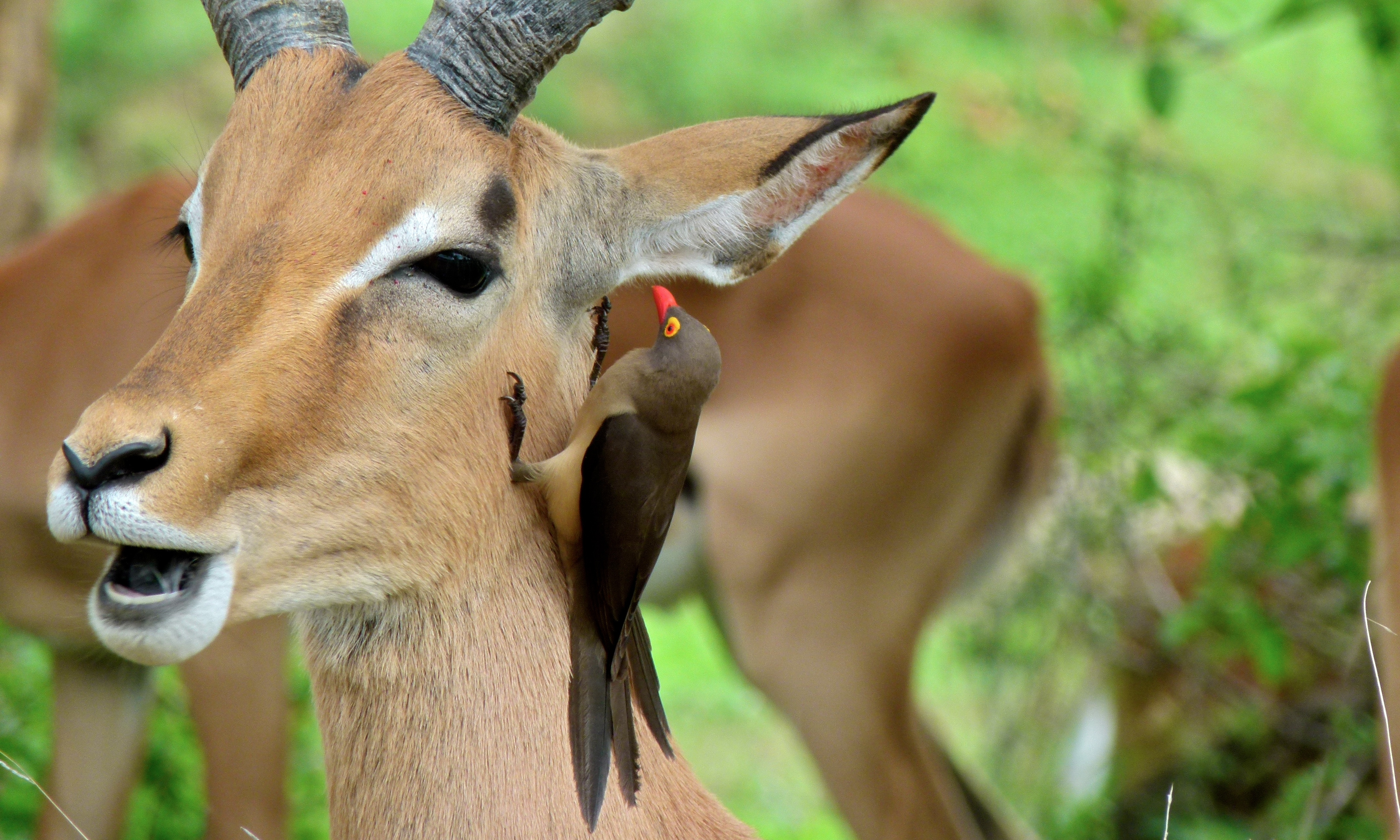
Sur un impala
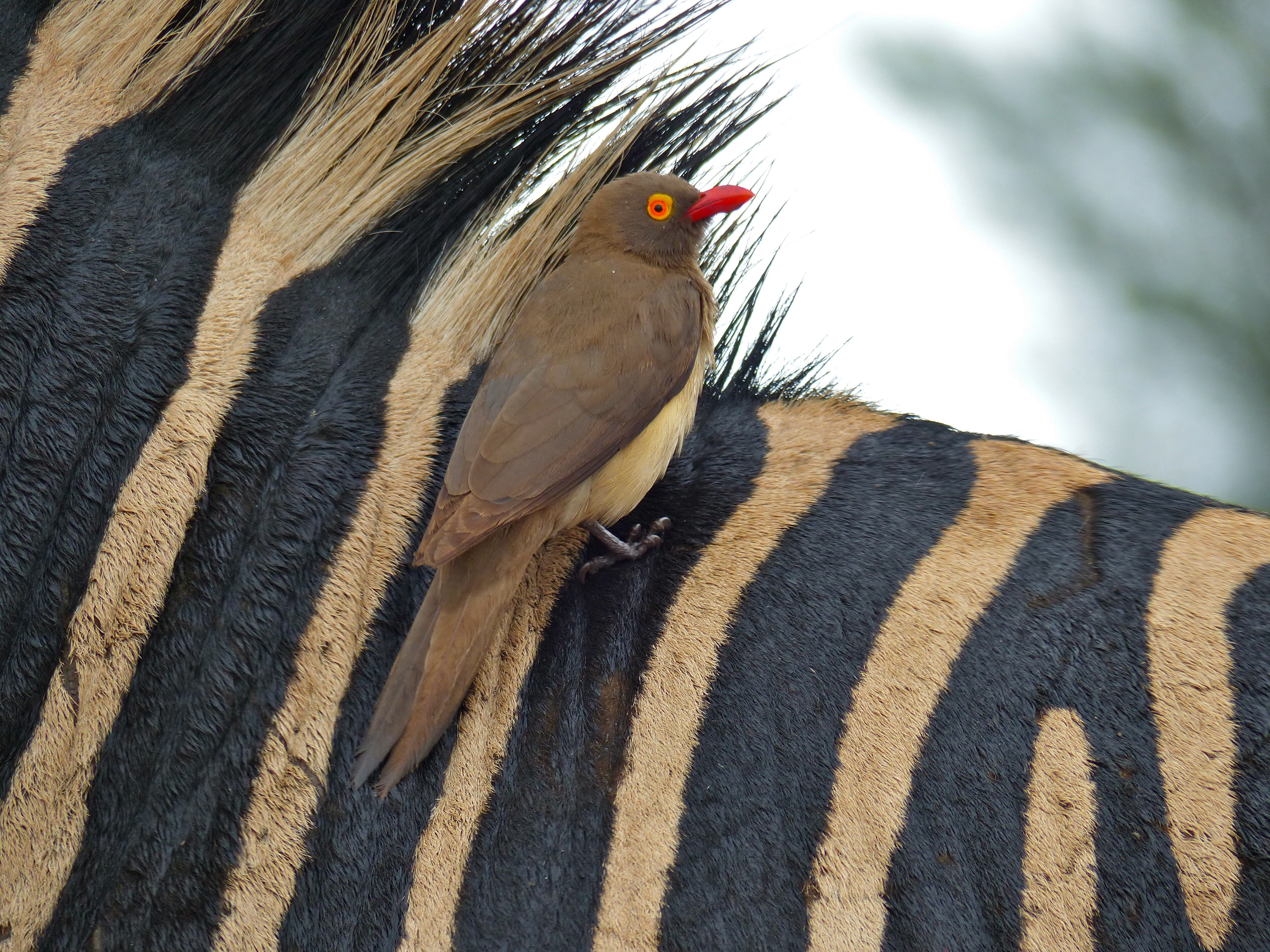
Sur le dos d'un zèbre
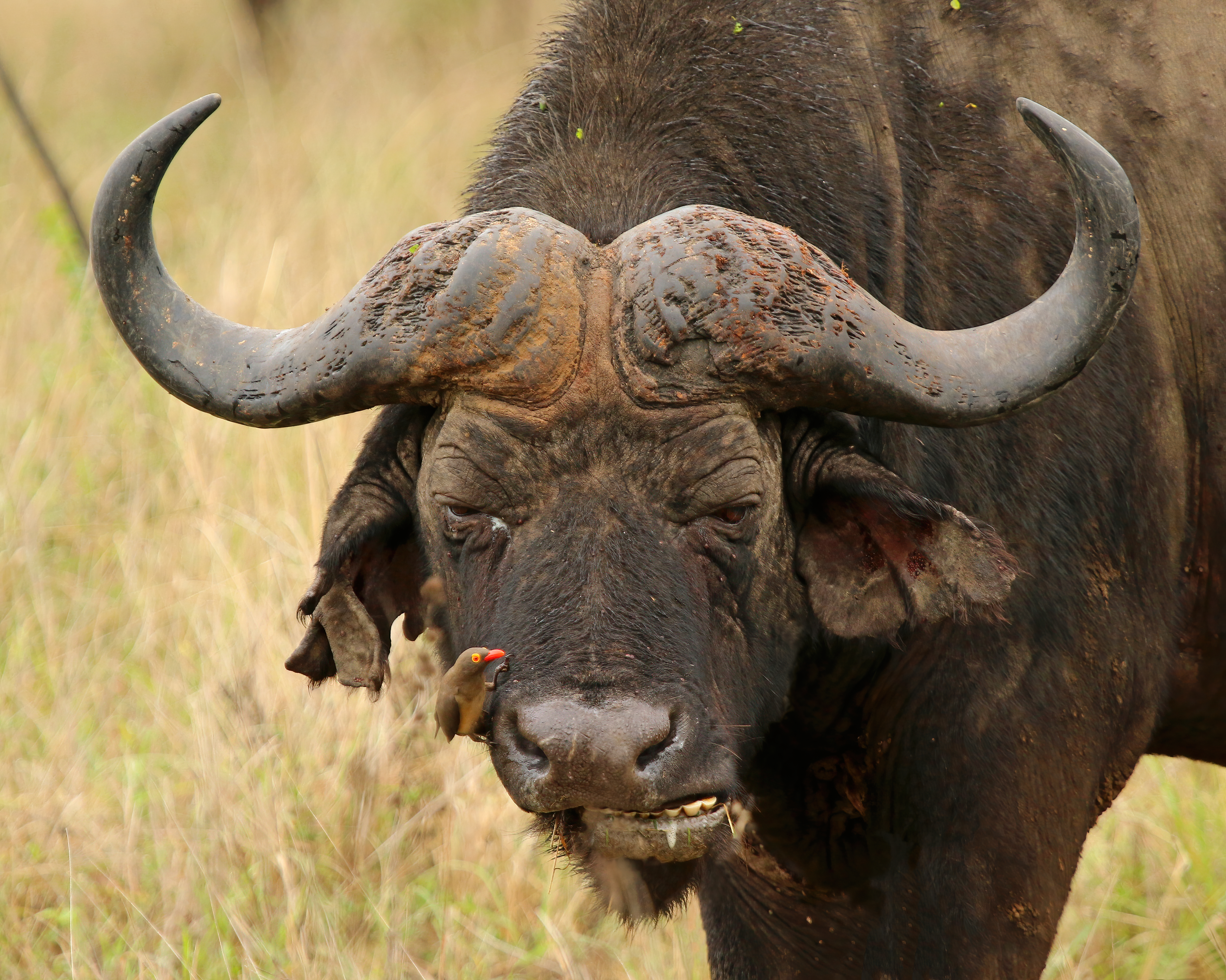
Avec un Buffle d'Afrique
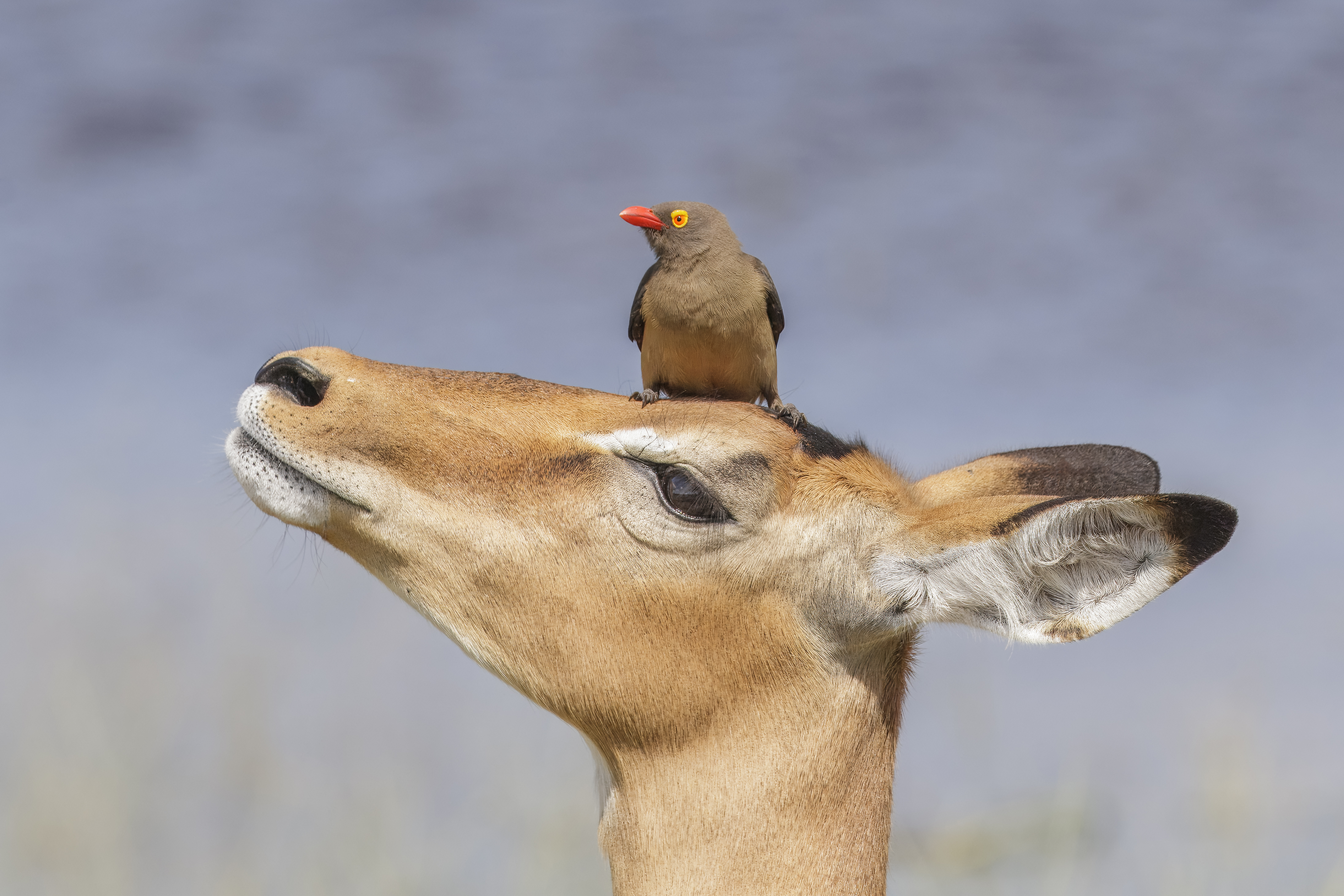
Avec une femelle impala